# Shampain
Shampain è un singolo della cantante inglese Marina and the Diamonds pubblicato l'11 ottobre 2010 dall'etichetta discografica 679 Recordings, quinto singolo estratto dall'album The Family Jewels.

## Il disco
Quando in un'intervista le è stato chiesto di cosa parlasse il brano, Marina ha risposto: "Shampain riguarda il lato deprimente dell'ubriacarsi, del lato triste del passare bene il tempo. Questo è stato il primo brano in assoluto che ho co-scritto... È stato bello co-scrivere una canzone semplice pop perché quando scrivo da sola le melodie stanno dappertutto. È stato bello fare qualcosa che fosse un pochino più leggero, infatti questa è probabilmente la traccia più leggera del mio album. Parla dell'insonnia e delle gioie che procura lo champagne."
Sul fatto di aver co-scritto la canzone, Marina ha aggiunto: "Odio co-scrivere, e lo faccio perché è molto stimolante per me. Non appena lo faccio, mi sento veramente compiaciuta. Ho avuto il piacere di lavorare con tre persone fantastiche... Shampain è stata scritta con Pascal Gabriel e Liam Howe e ci siamo divertiti molto assieme." Nonostante ciò, Marina ha anche manifestato la sua antipatia per la canzone, inserita forzatamente nell'album e più adatta a una Kylie Minogue.
Shampain è stata usata in un episodio della soap opera della BBC The Cut. Il brano ha avuto il titolo di lavorazione di The Shampain Sleeper nel 2009.

## Tracce
EP (iTunes)
1. Shampain - 3:11
2. Shampain (versione acustica) - 3:45
3. Shampain (Fred Falke Remix) - 6:57
4. Shampain (Pictureplane's Deep Dolphin Remix) - 3:34
5. Shampain (The Last Skeptik Remix) - 3:23

CD singolo
1. Shampain - 3:11

## Classifiche
| Classifica (2010) | Posizione massima |
| ----------------- | ----------------- |
| Regno Unito       | 141               |